# Santa Clara University
L'Università di Santa Clara, in inglese Santa Clara University è un'università privata gesuita statunitense con sede a Santa Clara, nella Silicon Valley, California. Istituita nel 1851, l'università è la più antica istituzione d'istruzione superiore della California ed è rimasta nella sua posizione originale sin dalla sua istituzione. Il campus dell'università circonda la storica Mission Santa Clara de Asís che fa risalire la sua fondazione al 1776. Il campus rispecchia lo stile architettonico della Missione ed è uno dei migliori raggruppamenti di architettura Mission oltre che di stile revival coloniale spagnolo.